# Oral
〈Oral〉은 아이슬란드의 음악가 비요크의 노래이다. 스페인 출신 가수 로살리아가 피처링에 참여했다. 2023년 11월 21일 원 리틀 인디펜던트 레코드를 통해 발매됐다. 2024년 4월 10일 더 나이프의 올로프 드레이예르가 리믹스한 버전이 발매됐다.

## 참여진
- 비요크 – 보컬, 작곡, 프로듀서
- 로살리아 – 보컬, 추가 프로듀싱, 추가 보컬 편곡
- 세가 보데가 – 추가 비트 프로듀싱
- 노아 골드스타인 – 추가 비트 프로듀싱
- 헤바 카드리 – 믹싱, 마스터링
- 데이비드 로드리게스 – 추가 엔지니어링